# Whistle (bài hát)
"Whistle" là bài hát của rapper người Mỹ Flo Rida trích từ album phòng thu thứ tư của anh, Wild Ones (2012). Ca khúc được phát hành vào ngày 24 tháng 4 năm 2012, là đĩa đơn thứ 3 trích từ album. "Whistle" được sáng tác bởi Flo Rida, David Glass, Marcus Killian, Justin Franks, Breyan Isaac và Antonio Mobley, phần sản xuất được DJ Frank E và Glass chịu trách nhiệm. Lời bài hát khêu gợi về tình dục, và điều này được Florida xác nhận trong một cuộc phỏng vấn.
"Whistle" là một bài hát pop rap đệm guitar xen lẫn tiếng huýt sáo. Khi phát hành đĩa đơn, ca khúc đã nhận được nhiều ý kiến đánh giá về cả hai phía lẫn lộn. Nhìn chung các nhà phê bình khen ngợi giai điệu pop của ca khúc, chỉ ra rằng bài hát có thể trở thành một hit khác của Florida nhờ vào đoạn hook dễ nghe, bắt tai. Tuy nhiên, một vài nhà phê bình đưa ra những lời nhận xét tiêu cực cho lời bài hát, cho rằng nó chỉ là lối nói trại mờ nhạt và dễ đoán về việc quan hệ tình dục bằng miệng, gọi đây là "bài hát nhạy cảm chưa từng có". "Whistle" đã đạt được nhiều thành công về mặt thương mại, đứng đầu nhiều bảng xếp hạng tại các quốc gia và nằm trong top ten của nhiều nước khác nhau. Tại Hoa Kỳ, ca khúc đạt vị trí số một trong bảng xếp hạng Billboard Hot 100, trở thành hit quán quân thứ ba của Flo Rida và gần đây nhất kể từ đĩa đơn "Right Round" năm 2009.
Video âm nhạc đi kèm được chỉ đạo thực hiện bởi Marc Klasfeld và được phát hành vào ngày 24 tháng 5 năm 2012. Video được quay tại Acapulco, México và sử dụng việc cắt cảnh tại nhiều nơi. Toàn bộ cảnh quay hầu như đều là hình ảnh của Florida và một vài cô gái trên bãi biển. Sau khi phát hành, video nhận được nhiều nhận xét tích cực từ giới phê bình, họ cho rằng video gắn kết hoàn hảo với ca khúc. Flo Rida cũng đã quảng bá ca khúc bằng việc trình diễn tại chung kết cuộc thi tài năng The Voice.

## Danh sách ca khúc
- Tải kĩ thuật số[2]

1. "Whistle" – 3:45

- Đĩa đơn CD

1. "Whistle" – 3:48
2. "Wild Ones" (Alex Guesta remix) – 6:59

## Danh sách thực hiện
Danh sách này được lấy từ phần ghi chú từ album Wild Ones.
- Flo Rida – nhạc sĩ
- David Glass – nhạc sĩ, nhà sản xuất, thu âm
- Marcus Killian – nhạc sĩ
- Adam Privitera - người huýt sáo
- DJ Frank E – nhạc sĩ, nhà sản xuất
- Breyan Isaac – nhạc sĩ
- Antonio Mobley – nhạc sĩ
- Trent Mazur - nhạc công guitar, keyboards
- Mike Freesh - nhạc công Bass, Drums
- JP "The Specialist" Negrete – nhà thu âm
- Manny Marroquin – phối khí
- Chris Galland – trợ lý phối khí
- Delbert Bowers – trợ lý phối khí
- Chris Gehringer – tổng chỉ đạo

## Bảng xếp hạng và doanh số chứng nhận
| Bảng xếp hạng (2012)                       | Vị trí cao nhất |
| ------------------------------------------ | --------------- |
| Úc (ARIA)                                  | 1               |
| Áo (Ö3 Austria Top 40)                     | 2               |
| Bỉ (Ultratop 50 Flanders)                  | 2               |
| Bỉ (Ultratop 50 Wallonia)                  | 8               |
| Brazil (Billboard Brasil Hot 100)          | 31              |
| Brazil Hot Pop Songs                       | 8               |
| Bulgary (IFPI)                             | 1               |
| Canada (Canadian Hot 100)                  | 1               |
| Cộng hòa Séc (Rádio Top 100)               | 1               |
| Đan Mạch (Tracklisten)                     | 3               |
| Phần Lan (Suomen virallinen lista)         | 3               |
| Pháp (SNEP)                                | 2               |
| Đức (GfK)                                  | 2               |
| Honduras (Honduras Top 50)                 | 1               |
| Hungary (Rádiós Top 40)                    | 1               |
| Hungary (Dance Top 40)                     | 4               |
| Ireland (IRMA)                             | 1               |
| Israel (Media Forest)                      | 1               |
| Ý (FIMI)                                   | 3               |
| Japan Hot 100                              | 27              |
| Lebanon The Official Lebanese Top 20       | 9               |
| Luxembourg (Billboard)                     | 1               |
| Mexico Billboard Mexican Airplay           | 2               |
| Hà Lan (Dutch Top 40)                      | 3               |
| New Zealand (Recorded Music NZ)            | 1               |
| Na Uy (VG-lista)                           | 1               |
| Ba Lan (Polish Airplay Top 5)              | 1               |
| Bồ Đào Nha (Billboard)                     | 5               |
| Romania (Romanian Top 100)                 | 5               |
| Nga (2M)                                   | 6               |
| Scotland (OCC)                             | 1               |
| Slovakia (Rádio Top 100)                   | 1               |
| Nam Phi (Mediaguide)                       | 1               |
| Hàn Quốc (GAON)                            | 5               |
| Tây Ban Nha (PROMUSICAE)                   | 8               |
| Thụy Điển (Sverigetopplistan)              | 1               |
| Thụy Sĩ (Schweizer Hitparade)              | 1               |
| Anh Quốc (OCC)                             | 2               |
| Anh Quốc R&B (OCC)                         | 1               |
| Hoa Kỳ Adult Pop Airplay (Billboard)       | 25              |
| Hoa Kỳ Billboard Hot 100                   | 1               |
| Hoa Kỳ Billboard Hot 100 Airplay           | 2               |
| Hoa Kỳ Billboard Hot Digital Songs         | 1               |
| Hoa Kỳ Billboard Hot Latin Songs           | 30              |
| Hoa Kỳ Billboard Hot RingMasters           | 1               |
| Hoa Kỳ Billboard Latin Pop Airplay         | 17              |
| Hoa Kỳ Dance Club Songs (Billboard)        | 32              |
| Hoa Kỳ Pop Airplay (Billboard)             | 1               |
| Hoa Kỳ Hot Rap Songs (Billboard)           | 2               |
| Venezuela Pop Rock General (Record Report) | 1               |

| Quốc gia                                                                           | Chứng nhận  | Số đơn vị/doanh số chứng nhận |
| ---------------------------------------------------------------------------------- | ----------- | ----------------------------- |
| Úc (ARIA)                                                                          | 7× Bạch kim | 490.000^                      |
| Bỉ (BEA)                                                                           | Vàng        | 15.000*                       |
| Canada (Music Canada)                                                              | 3× Bạch kim | 240.000*                      |
| Đan Mạch (IFPI Đan Mạch)                                                           | Vàng        | 15.000^                       |
| Đức (BVMI)                                                                         | 3× Vàng     | 750.000^                      |
| Ý (FIMI)                                                                           | 2× Bạch kim | 60.000*                       |
| New Zealand (RMNZ)                                                                 | 2× Bạch kim | 30.000*                       |
| Thụy Điển (GLF)                                                                    | 5× Bạch kim | 100.000‡                      |
| Thụy Sĩ (IFPI)                                                                     | Bạch kim    | 30.000^                       |
| Hoa Kỳ (RIAA)                                                                      | 3× Bạch kim | 3,372,000                     |
| * Chứng nhận dựa theo doanh số tiêu thụ. ^ Chứng nhận dựa theo doanh số nhập hàng. |             |                               |

| Bảng xếp hạng (2012)                 | Vị trí |
| ------------------------------------ | ------ |
| Australia (ARIA)                     | 4      |
| France (SNEP)                        | 22     |
| Hungary (Rádiós Top 40)              | 8      |
| Israel (Media Forest)                | 4      |
| Poland (ZPAV)                        | 35     |
| Spain (PROMUSICAE)                   | 37     |
| UK Singles (Official Charts Company) | 15     |
| US Billboard Hot 100                 | 17     |

## Lịch sử phát hành
| Quốc gia | Ngày phát hành      | Định dạng       | Hãng đĩa                                |
| -------- | ------------------- | --------------- | --------------------------------------- |
| Mỹ       | 24 tháng 4 năm 2012 | Tải kĩ thuật số | Poe Boy Entertainment, Atlantic Records |
| Anh      | 5 tháng 6 năm 2012  | Tải kĩ thuật số | Poe Boy Entertainment, Atlantic Records |
| Đức      | 8 tháng 6 năm 2012  | Đĩa đơn CD      | Poe Boy Entertainment, Atlantic Records |
| Mỹ       | 26 tháng 6 năm 2012 | Đài Mainstream  | Poe Boy Entertainment, Atlantic Records |

## Liên kết mở rộng
- Video âm nhạc chính thức trên YouTube (VEVO)